# Andreas Fabricius (Dichter)
Andreas Fabricius (auch Goldschmidt; * 25. Januar 1530 in Chemnitz; † 26. Oktober 1577 in Eisleben) war ein deutscher evangelischer Theologe und neulateinischer Dichter.

## Leben
Nachdem er sich am 4. Juni 1550 an der Universität Wittenberg immatrikuliert hatte, erwarb er im April 1554 den akademischen Grad eines Magisters. Im Anschluss an seine Studien wurde er Rektor an der Stadtschule in Nordhausen, 1560 Diaconus an der Kirche St. Petri in Nordhausen, wo er 1565 zum Pfarrer aufstieg. Nach Auseinandersetzungen mit seinen Amtskollegen wechselte er 1568 als Pfarrer an die Kirche St. Nicolai in Eisleben.
Fabricius, ein Bruder von Georg Fabricius, betätigte sich als neulateinischer Dichter und als theologischer Schriftsteller, unter anderem mit Streitschriften gegen seinen Nordhäuser Kollegen Anton Otto innerhalb des Antinomistischen Streits.

## Werke
- Christus lacrymans. Wittenberg 1550
- Der heylige, klug gelehrte Teufel. Eisleben 1567
- Berichte vom Gesetz Gottes, seinem Brauch und Missbrauch. Eisleben 1569
- Ein Sendbrief an die Pfarrkinder der Gemeinde Christi ad D. Petrum in Eisleben. ohne Jahr und Ort